# Pescara del Tronto
Pescara del Tronto (La Pescara in dialetto locale) è una frazione di 135 abitanti di Arquata del Tronto in provincia di Ascoli Piceno, nella regione Marche ed appartiene all'ente territoriale della Comunità montana del Tronto.
Il centro abitato è noto perché è stato completamente raso al suolo dagli eventi sismici avvenuti nel Terremoto del Centro Italia del 2016-2017. Data l'enorme gravità della tragedia, la frazione non verrà ricostruita lì dove sorgeva. 

## Geografia fisica

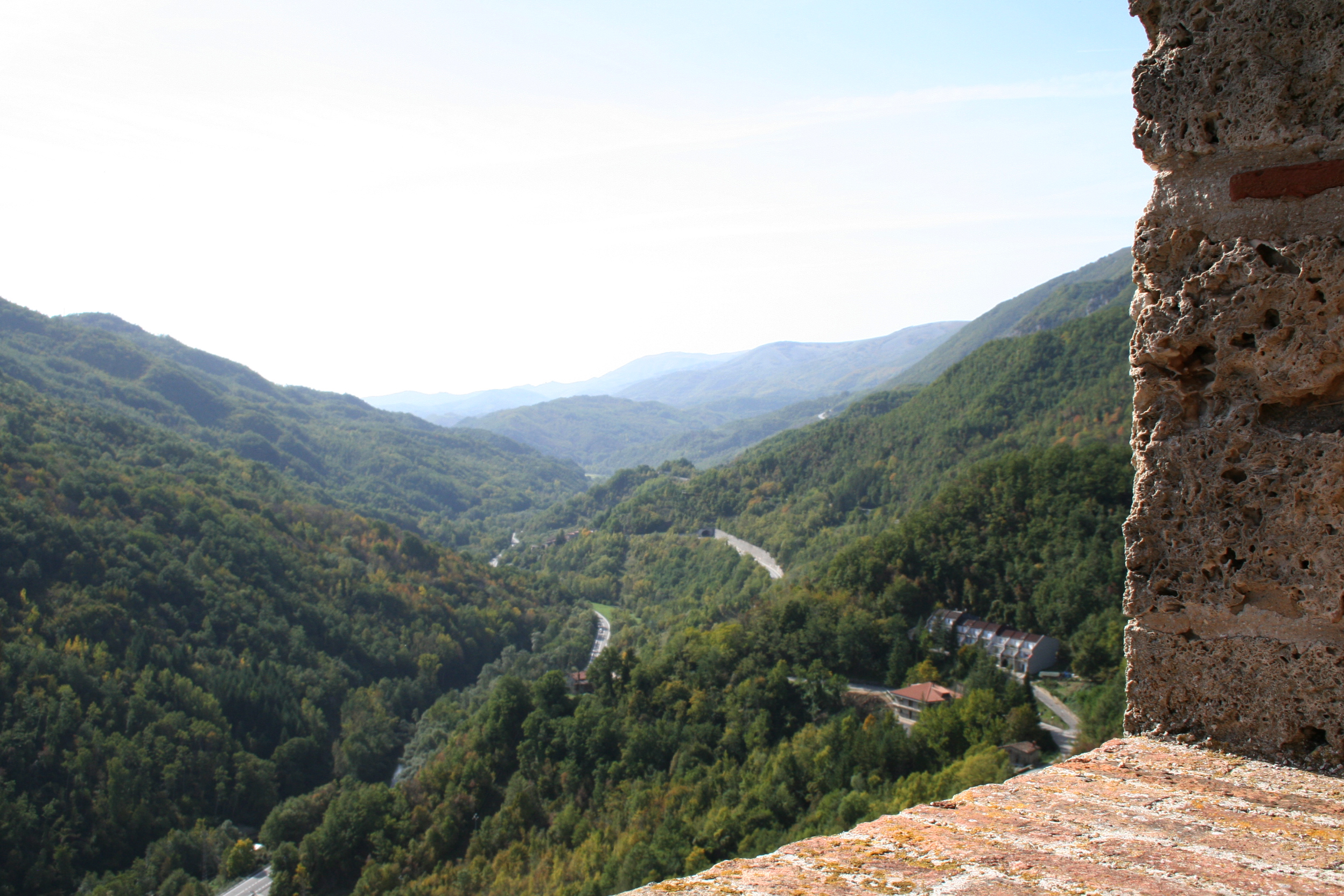
Panorama dell'Alta valle del Tronto

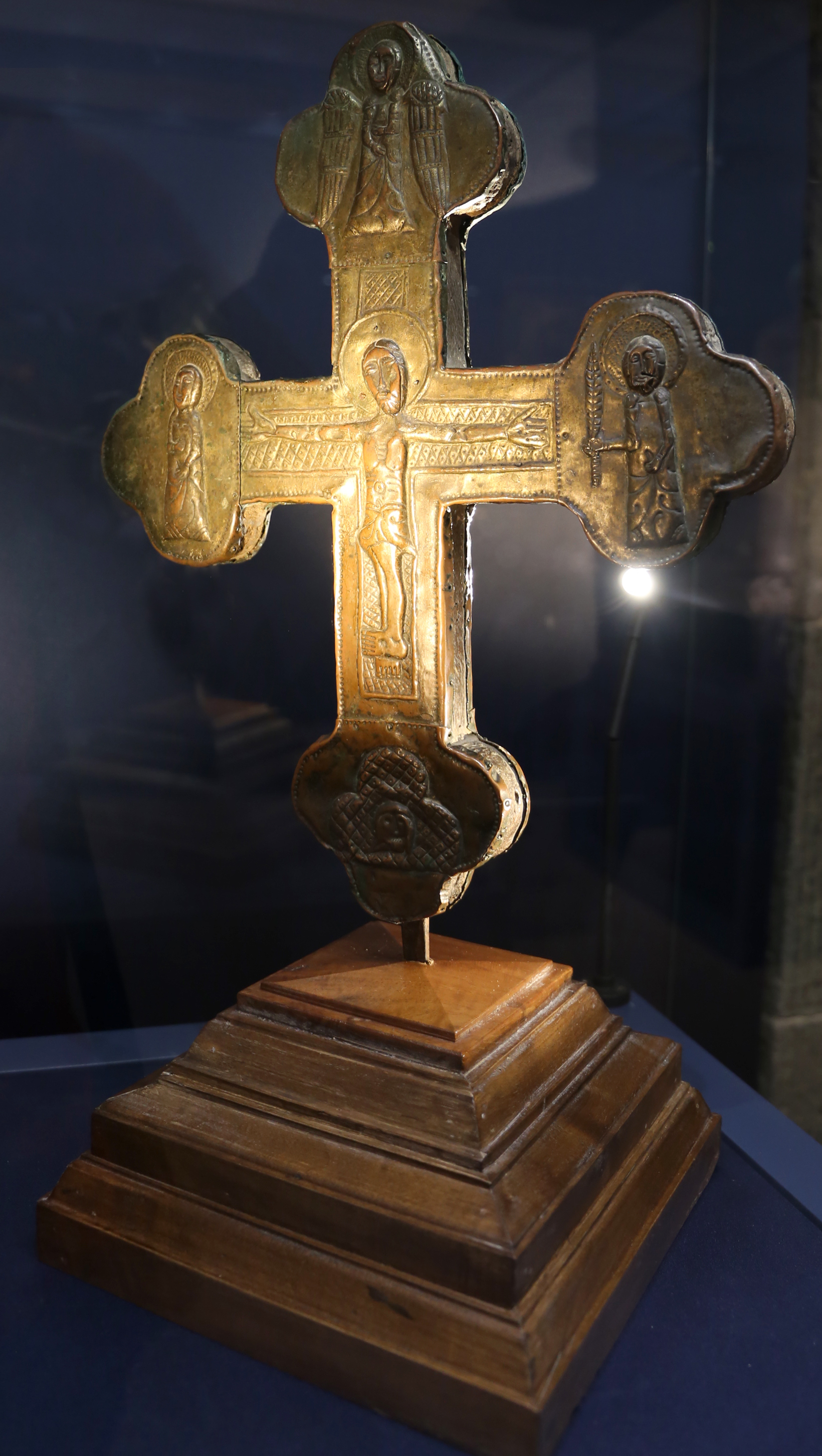
Croce astile del XIII secolo della chiesa di Santa Croce di Pescara del Tronto.

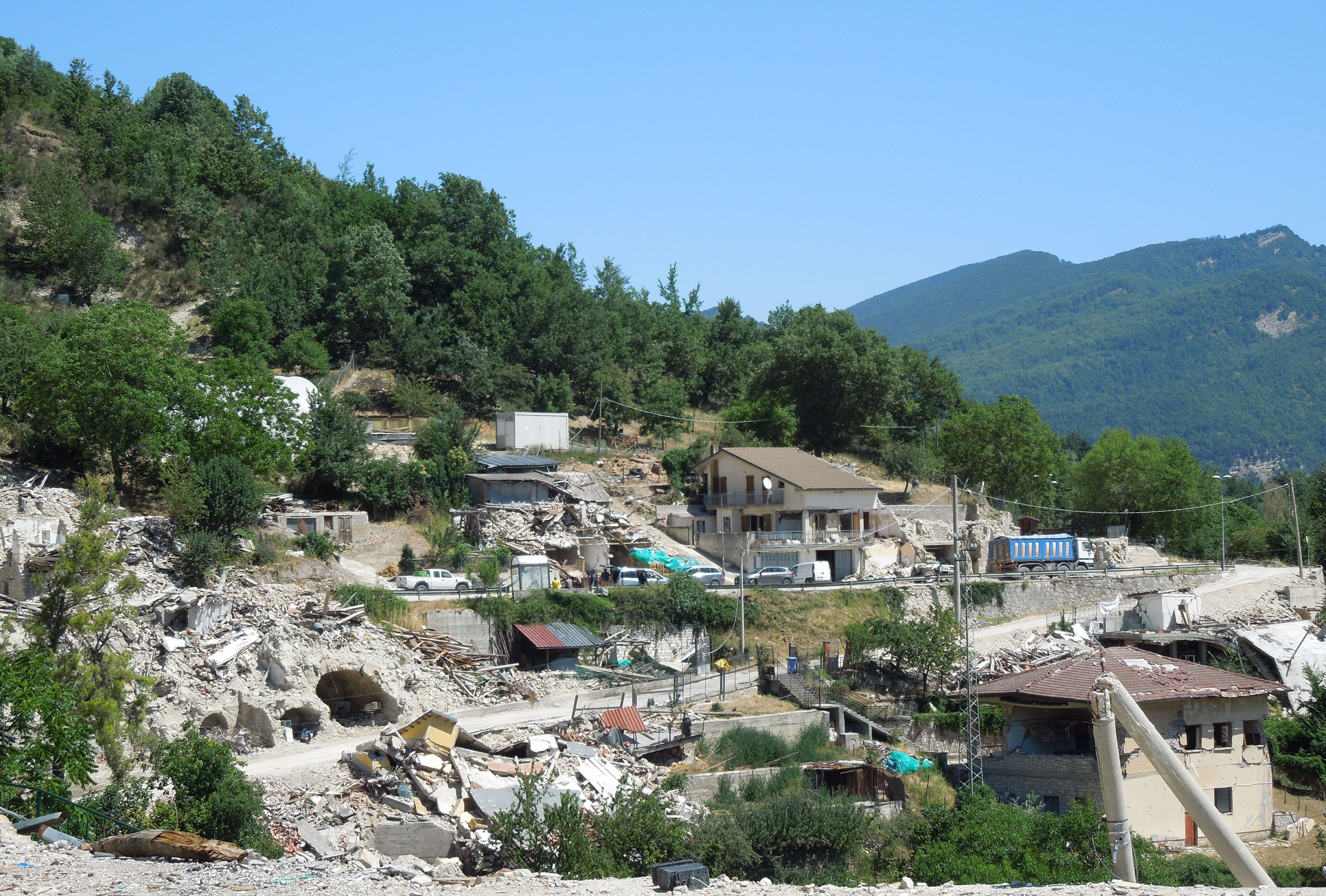
Macerie dell'abitato che sorgeva lungo la Vecchia Salaria, oggi SP129.

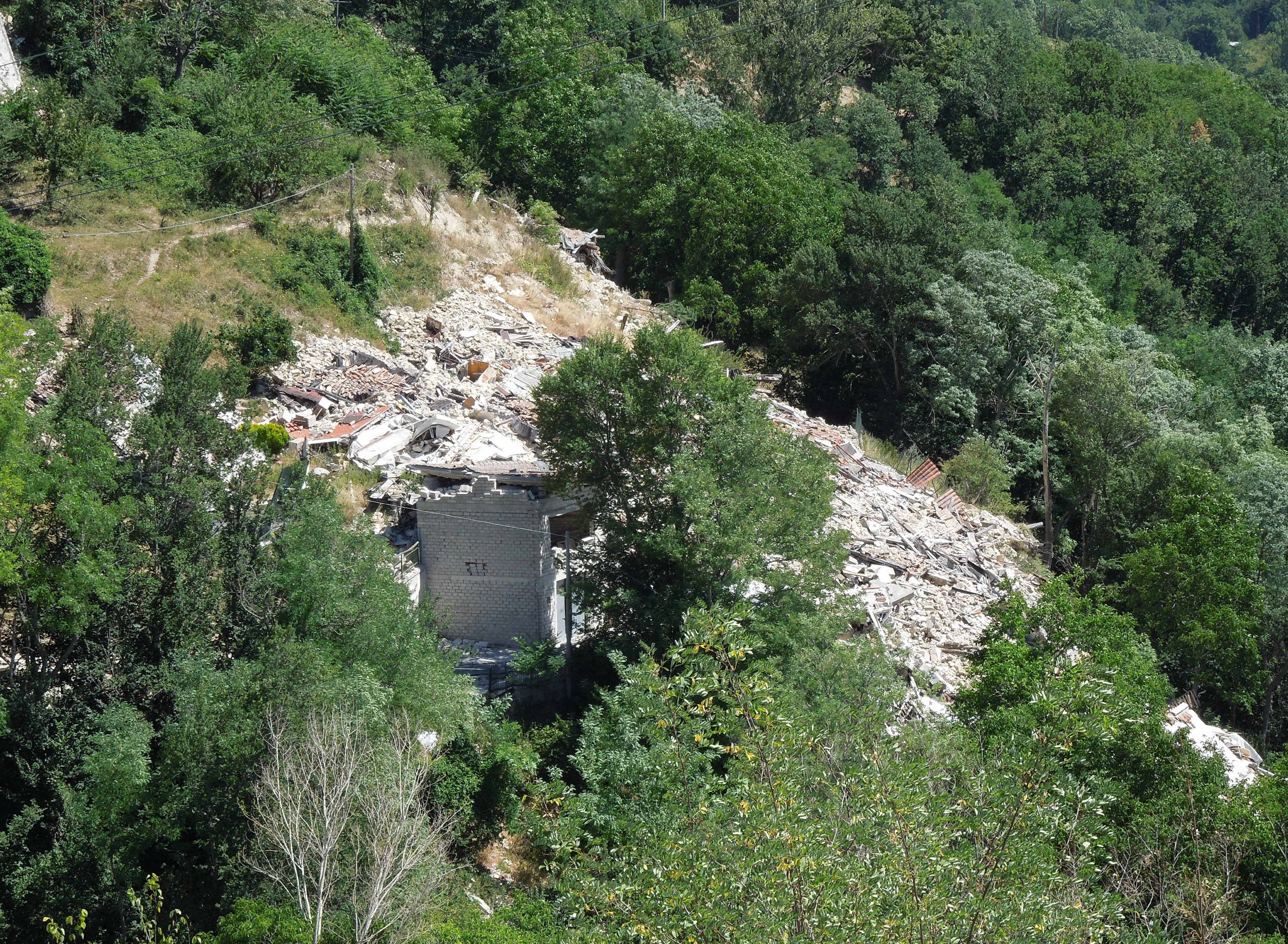
Resti delle case che si trovavano lungo Via dell'Acqua.

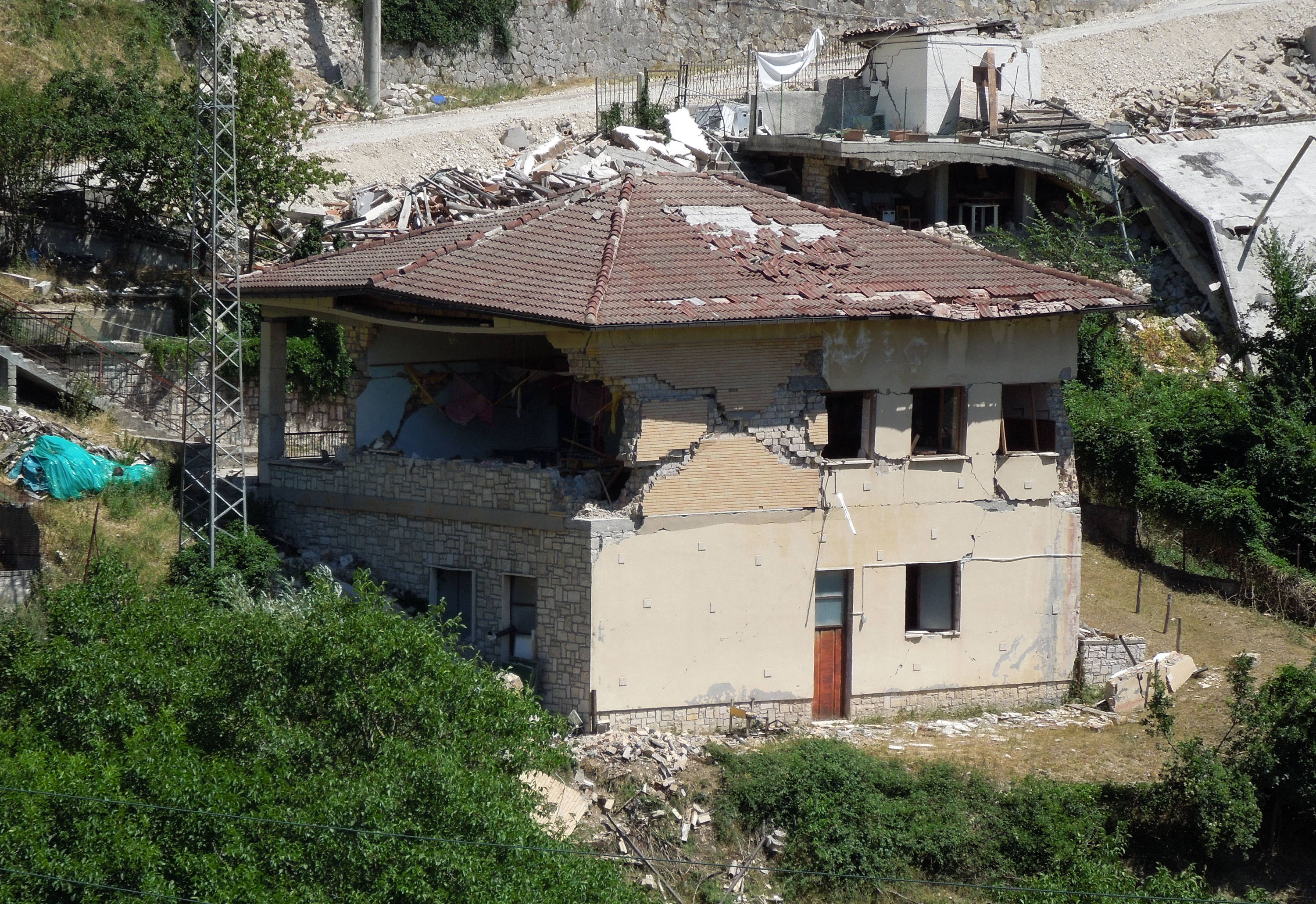
Edificio inagibile della ex scuola elementare del paese.

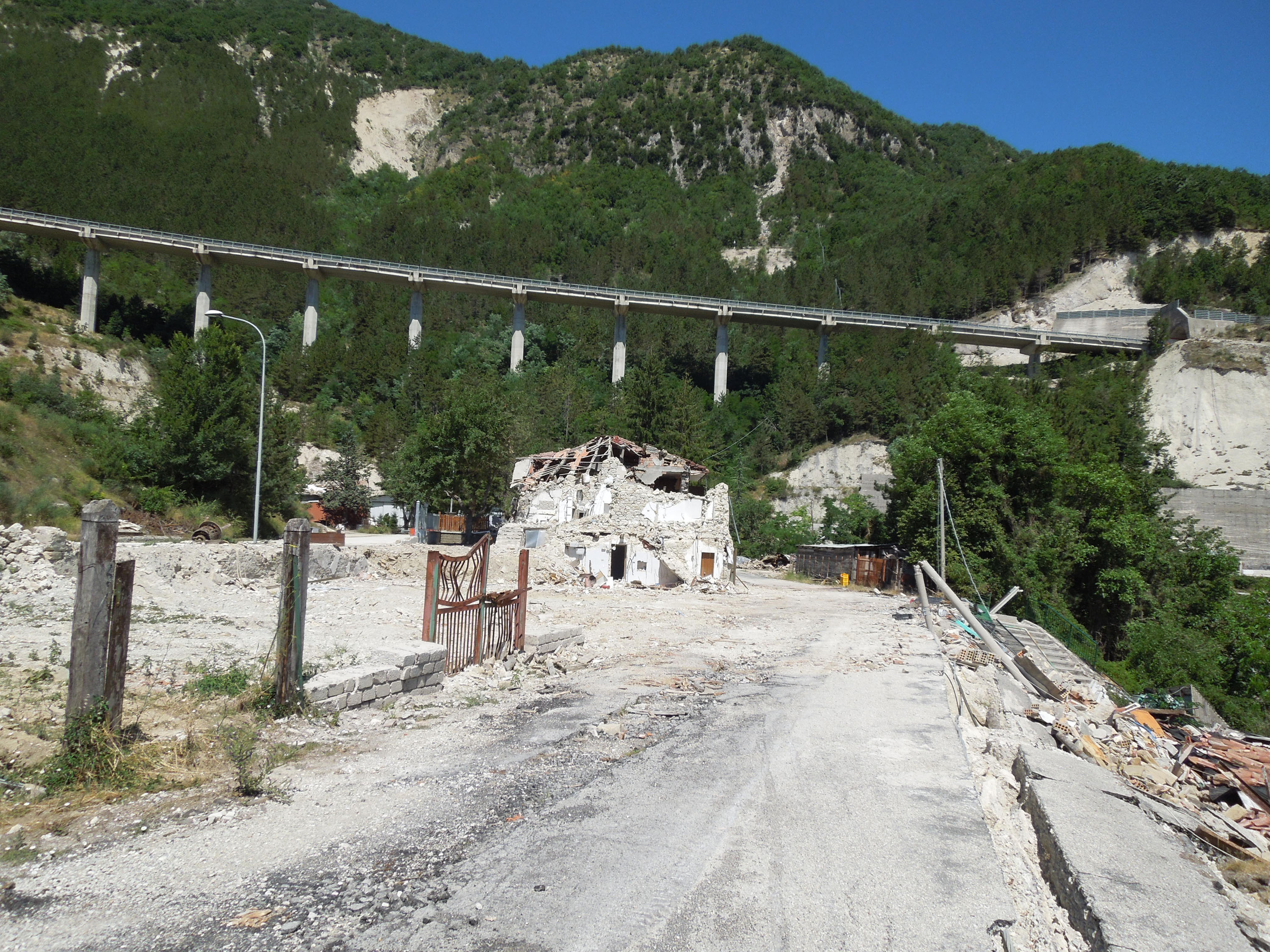
Rovine delle dimore che insistevano lungo la diramazione della Vecchia Salaria.

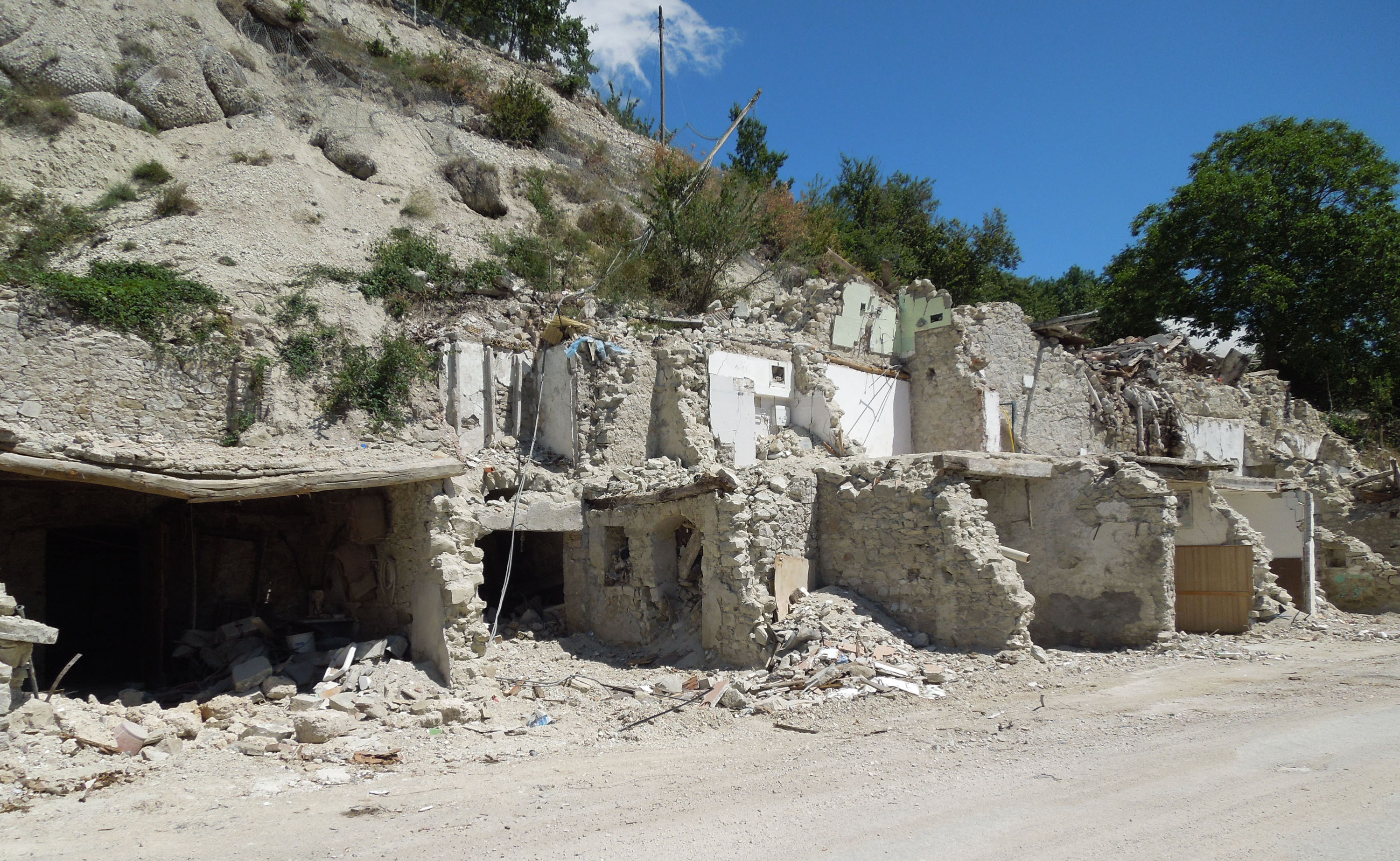
Macerie del centro abitato che fiancheggiava la diramazione della Vecchia Salaria.

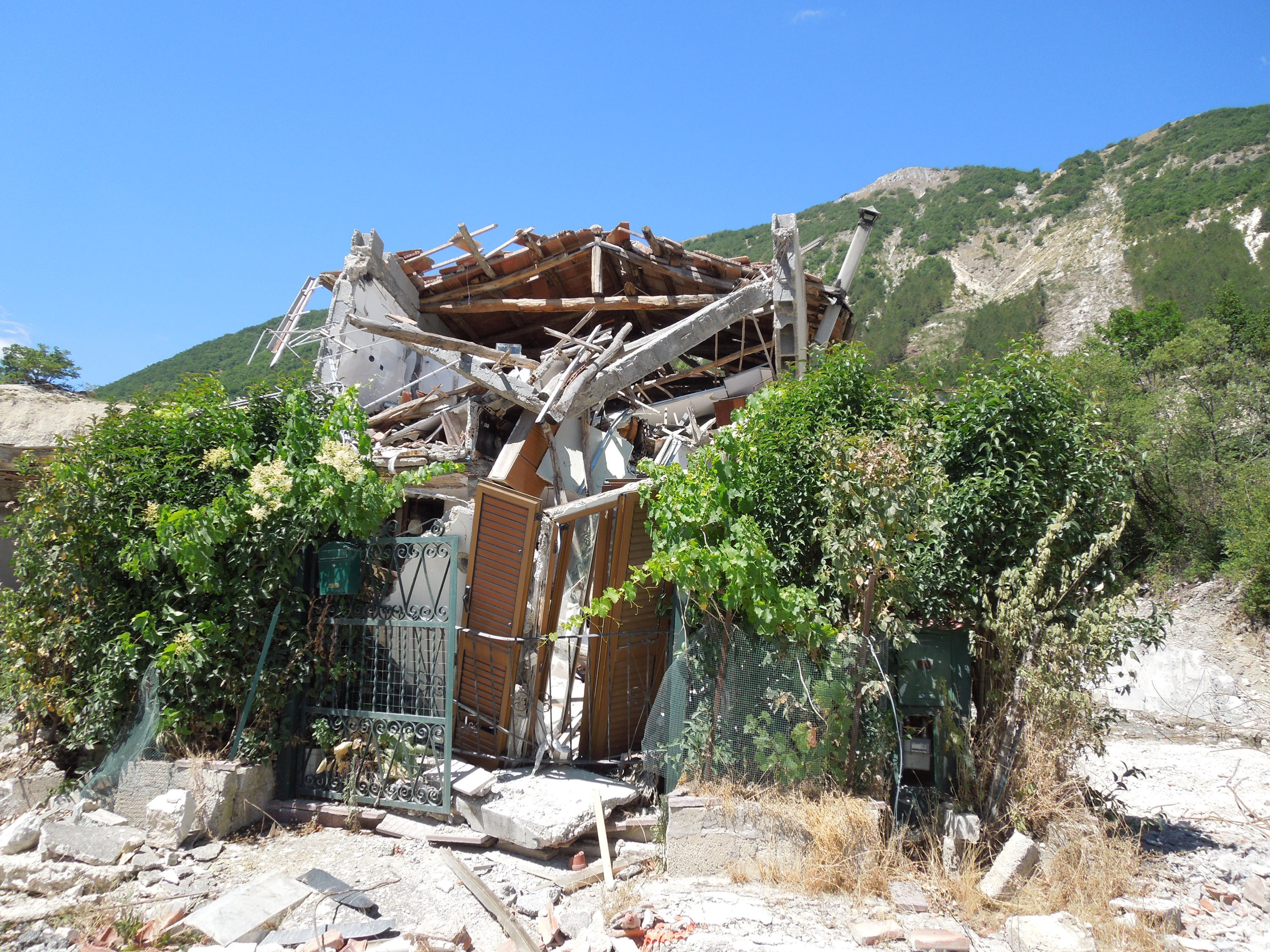
Abitazione lungo la Vecchia Salaria.

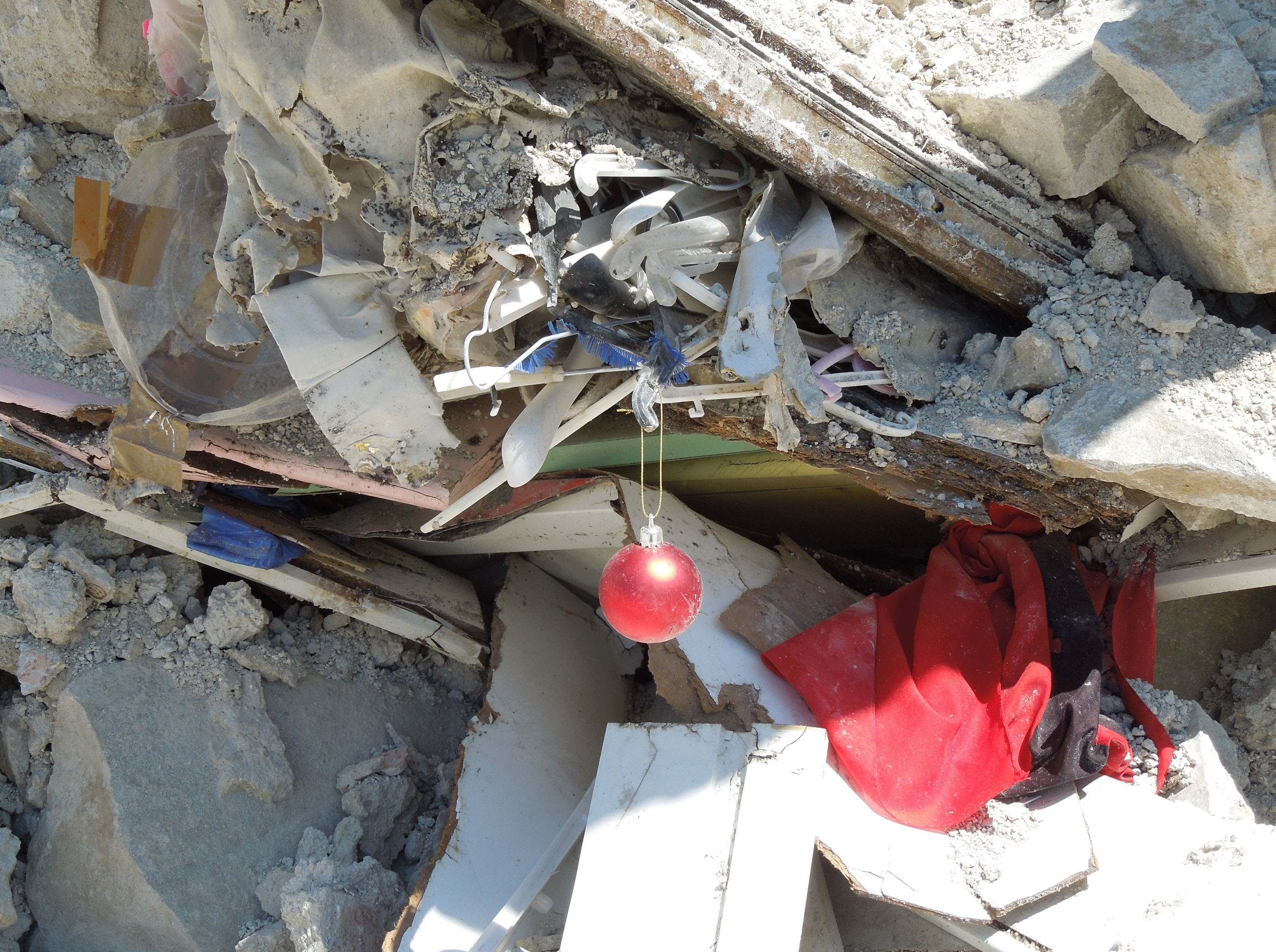
Particolare tra muri frantumati.

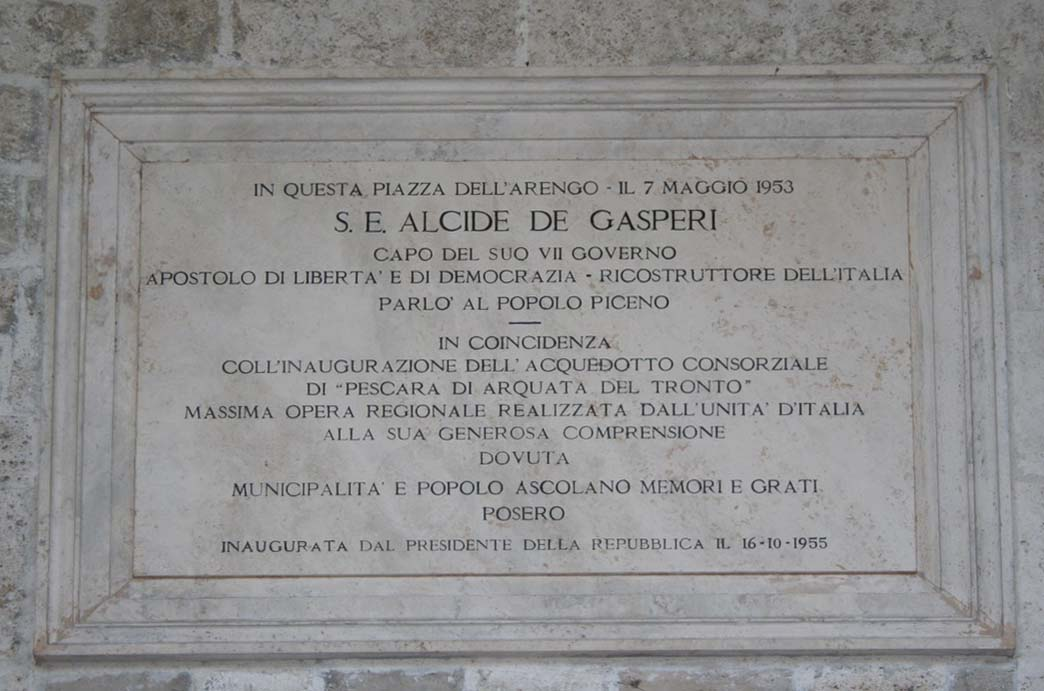
Lapide che ricorda l'inaugurazione dell'acquedotto consorziale di Pescara del Tronto, avvenuta alla presenza del presidente della Repubblica Italiana Giovanni Gronchi, collocata sulla facciata esterna del palazzo dell'Arengo di Ascoli Piceno. La pietra riporta anche il nome del capo del Governo Alcide De Gasperi.

Questo paese, come l'intero comune di Arquata del Tronto, estende il suo territorio a cavallo tra due aree naturali protette: il Parco nazionale dei Monti Sibillini a nord e il Parco nazionale del Gran Sasso e Monti della Laga a sud. Dista 4 km dal suo capoluogo, circa 36 km da Ascoli Piceno ed è ubicato a quota 743 m s.l.m.

### Territorio
Il borgo, situato nell'alta valle del Tronto, si elevava sulle alture poste alla sinistra orografica del corso dell'omonimo fiume, circondato prevalentemente da zone boschive e tratti di aree utilizzate per il pascolo di piccole greggi. Il paese è attraversato dal tracciato del Sentiero europeo E1 nel territorio di Arquata.
La fauna che popola il suo circondario è costituita da varie specie di animali selvatici tra cui, in maggior numero, i cinghiali, che hanno avuto un incremento di crescita a seguito di un'operazione di ripopolamento. Vi è, inoltre, la presenza del picchio, del falco pellegrino, della lepre, del gatto selvatico, del tasso, dello scoiattolo, del riccio, dell'istrice, del capriolo, della volpe e della donnola.

## Origini del nome
La denominazione Pescara del Tronto è un idronimo e deriva dall'accostamento di due termini:
- «Pescara», etimologicamente riconducibile alla parola «pescaia», che può identificare una porzione del tratto dell'alveo di un fiume delimitato o chiuso da sassi dove poter pescare. Giuseppe Marinelli scrive che potrebbe suggerire anche l'antica presenza di uno sbarramento del fiume Tronto, che scorre vicino al paese, utile a favorire la cattura del pesce.[2] Un'altra ipotesi spiega che il toponimo possa derivare dalla parola «pisc(i)ara» per indicare un luogo dove scorre l'acqua.[4]
- «del Tronto» in riferimento all'omonimo fiume che bagna la località.

## Storia
L'origine e la fondazione del primo insediamento di questo borgo sono riconducibili allo spostamento di piccole comunità provenienti dalle zone della riviera che, per sottrarsi ai saccheggi, hanno risalito i corsi d'acqua, tra cui il fiume Tronto, e si sono stanziati tra i monti, scegliendo un'ubicazione che garantiva maggiore sicurezza.
Il paese ha acquisito rilevanza a seguito del passaggio della Salaria, via consolare costruita dagli antichi romani per collegare la città di Roma con il mare Adriatico generando un canale commerciale per il traffico ed il trasporto del sale. La collocazione geografica del borgo si trovava tra la statio di Surpicanum e la mansio di Ad Martis, elencate nella Tabula Peutingeriana. Con la presenza della strada arrivarono anche i pericoli e fu allora che gli abitanti protessero le loro case cingendo di mura il piccolo borgo. La possibilità di accesso all'interno dell'incasato era regolata da una porta che restava aperta durante il giorno e chiusa di notte. Di questo ingresso oggi rimane solo la memoria della via del Portone.
Dall'indagine storica e documentale, condotta da Carlo Castignani, eseguita scegliendo il criterio dell'ordine cronologico e volta ad indagare la presenza dei Templari e dei Cavalieri Ospitalieri nelle Marche, emergono riscontri sulla loro presenza nel territorio della Valle del Tronto ed in particolare a Pescara del Tronto all'inizio del XIV secolo. Lo storiografo si è avvalso delle fonti in maniera diretta e sostiene che in questo paese potrebbe essere sorto uno dei primi insediamenti templari delle Marche. Nell'anno 1333, la chiesa del paese risultava amministrata e condotta dal precettore frate Anastasio, religioso che compare nominato nell'Inventario dei beni ecclesiastici compilato in quell'anno.
Altre informazioni pervengono dall'esame dei documenti del 1373, quando papa Gregorio XI ha ordinato di svolgere un'inchiesta pontificia su tutti i beni amministrati dagli Ospitalieri, sospettati di sperperare quanto ricevevano per fini caritativi. L'indagine ha coinvolto anche il territorio della Marca Anconitana ed il rettore, nella giornata del 24 giugno 1373, ne ha esteso la notifica ai vescovi di Fermo, Camerino ed Ascoli. L'unico atto giunto alla nostra conoscenza è stato esaminato e trascritto dal frate Giuseppe Avarucci. Da questo accertamento si ha notizia della chiesa di Santa Croce di Pescara del Tronto che in quell'anno era classificata come «precettoria unita con Norcia».
Giuseppe Fabiani ricorda che, nel corso del XV secolo, a Pescara del Tronto vi era una delle «case ospitaliere» comprese nel distretto di Ascoli e dislocate lungo il tratto della Salaria che attraversava la montagna. Lo storico scrive che queste case, collocate sul tracciato della consolare romana, all'epoca frequentatissima, probabilmente non erano dei veri e propri ospedali, ma piuttosto ospizi dedicati all'accoglienza, dove viandanti e pellegrini potevano fermarsi e «trovare un letto, un pane e un cuore fraterno.»
Dalla relazione della visita pastorale del vescovo ascolano Nicolò Aragona, avvenuta tra il 1580 ed il 1581, si apprende che nel paese era già stata istituita la Confraternita del Corpus Domini.
Nell'anno 1750, il nome della «Villa di Pescara» è citato nelle pagine del Cabreo della Commenda dell'Ordine di Malta di San Giacomo di Norcia, appartenente all'Ordine Gerosolimitano.

Il paese è menzionato a proposito dei possedimenti che la stessa Commenda di San Giacomo di Norcia, aveva in questo borgo e nelle campagne del suo territorio. Nelle mappe descrittive che illustrano la raccolta documentale vi sono rappresentate le proprietà delle campagne e delle case di Pescara e del vicino paese di Vezzano, entrambi del Contado di Arquata. I disegni che riproducono schematicamente i beni inventariati sono realizzati a matita, inchiostro ed acquerello su carta, alcuni sono corredati da una leggenda in calce.
Nell'anno 1798 il nome del paese è annoverato nel testo del Tomo 1 della Collezione di carte pubbliche, proclami, editti, ragionamenti ed altre produzioni tendenti a consolidare la rigenerata Repubblica Romana nell'elenco dei paesi appartenenti al Dipartimento del Tronto del Cantone di Acquasanta.
Nel testo dell’Indice di tutti i luoghi dello Stato Pontificio colla indicazione della rispettiva Legazione o Delegazione in che sono compresi nel Distretto Governo e Comune da cui dipendono le Diocesi alle quali sono essi soggetti e coll'epilogo in fine dei Distretti e Governi di ciascuna Legazione o Delegazione desunto dall'ultimo riparto territoriale ripromesso coll'Editto del 5 luglio 1831 questo paese risulta come: «Frazione di Arquata soggetta a quel Governo: Distretto, Delegazione e Diocesi di Ascoli. Anime 515.»

### Il passaggio di Ferdinando II delle Due Sicilie nell'anno 1832
Tra le «Cose notabili», avvenute negli anni compresi tra il 1831 ed il 1833, Niccola Palma, nel «Capitolo aggiunto» al III Libro della sua opera, si sofferma sulla narrazione del viaggio che il re Ferdinando II compì per «osservar bene la linea delle frontiere» abruzzesi del suo Regno. Lo storico teramano definisce l'accaduto un «sì lieto racconto» e continua scrivendo che « L'augusto viaggiatore, partito da Amatrice» la mattina del 21 luglio 1832, proseguì «da quella parte sino alla foce del Tronto (scopo che non avrebbe potuto ottenere viaggiando sempre entro il Regno, senza valicar aspre montagne) penetrò nello Stato Pontificio: e per Arquata ed Acquasanta andò a riposare un'ora in Ascoli» «e verso il tramontare del sole recossi alla vicina Civitella del Tronto ne’ suoi reali dominj.» Dalle cronache dell'epoca, dal Bollettino Piceno e dagli Annali della città di Ascoli Piceno (anno 1832), trascritti con cura da Gabriele Lalli, si legge la particolareggiata esposizione degli accadimenti succedutisi nelle ore in cui il sovrano si trovò nel territorio arquatano transitando sul tracciato della Vecchia Salaria che a quel tempo attraversava i centri abitati di: Tufo, Pescara del Tronto, Vezzano ed Arquata per poi scendere verso la parte più bassa della Valle del Tronto. Il re sostò nella «Villa di Pescara» il giorno del 21 luglio quando, sul suo cammino, incontrò una giovane contadina che recava con sé un cesto coperto. Le chiese cosa stesse trasportando e la villanella rispose che aveva «un grosso piatto di legumi e pane bruno» preparati per suo marito che lavorava in campagna. Ferdinando II, temendo di essere avvelenato, non aveva consumato pasti ad Amatrice ed in seguito, stando alle cronache, nemmeno ad Ascoli. Il monarca domandò alla donna di poter mangiare quel cibo che aveva cucinato per il suo consorte e la donna glielo offrì. Dopo aver consumato il pasto ed aver lautamente ricompensato la giovane, il re si fermò all'interno del paese per dissetarsi bevendo l'acqua fresca che copiosamente sgorgava dalle fonti. Il piatto di legumi, oggetto di questo racconto, consisteva in una minestra dei cosiddetti «fagioloni di Pescara», più noti come i fagioli bianchi di Spagna, che da quel giorno assunsero notorietà fino ad essere ricordati nelle cronache degli anni '70 come «quelli che assaggiò Re Ferdinando. »

### La Dogana di Pescara
Con la Disposizione N. 39 emanata dallo Stato Pontificio il 30 luglio 1840, sottoscritta dal cardinale Antonio Tosti pro-tesoriere generale e da Angelo M. Vannini commissario generale della Reverenda Camera Apostolica, è avvenuta la traslocazione della sede della dogana di Bollettone di Trisungo a Pescara. L'atto di notificazione riporta quanto disposto per le competenze degli agenti di finanza, collocati presso Pescara, che dovevano curare l'esecuzione di quanto previsto nella norma che regolava l'entrata e l'uscita delle merci lungo il confine tra il territorio pontificio e quello del Regno delle Due Sicilie. I doganieri dovevano osservare anche gli stessi obblighi di sorveglianza elencati nella precedente notificazione che assegnava la sede a Trisungo, promulgata il 15 dicembre 1837. L'ambito di pertinenza pescarese era così descritto:
- «1. Le strade legali, che si dovranno battere per la condotta di tutti i generi, merci, bestiami ec. da introdursi od estrarsi per la nuova dogana sono «la via sulla dritta del fiume Tronto, che da Grisciano Villa e dogana napolitana mette sul fiume stesso nel punto in cui si transita per una pedagna, e quindi alla Villa e dogana di Pescara. « l'altra sulla sinistra del detto fiume, la quale venendo dal villaggio napolitano denominato Tufo, mette sulla via Tufillo, e riunendosi fuori Pescara con quella proveniente da Grisciano, porta quindi direttamente alla dogana.»
- «2. Riguardo a questi stradali, ed agli obblighi de' conduttori, si osservano le disposizioni tutte contenute nella citata notificazione 15 dicembre 1837.»[15][16]

### La visita di papa Francesco
Nella giornata del 4 ottobre 2016, papa Francesco, in forma privata, ha visitato i luoghi e le popolazioni colpite dal primo violento sisma del 24 agosto 2016 ed è giunto anche a Pescara del Tronto accompagnato da Giovanni D'Ercole, vescovo di Ascoli. Il papa si è intrattenuto a conversare con alcuni residenti ed ha espresso loro la sua vicinanza spirituale, benedicendoli e rivolgendo una preghiera per i superstiti e per le numerose vittime rimaste sotto il crollo delle abitazioni.

### Epigrafia
Fra i vicoli del paese, su alcuni architravi delle porte delle abitazioni più antiche si scorgevano epigrafi, date e stemmi. In uno, di forma circolare, si notavano scolpite in bassorilievo un paio di forbici poste al centro della data 1410. Probabilmente il piccolo stabile era stato la bottega di un sarto o di un tosatore di pecore. Un altro architrave mostrava la data 1550 ed un altro ancora un'epigrafe in dialetto dal significato sconosciuto.
Lo stemma più antico era il cristogramma che recava la sigla medioevale IHS, grafema del nome di Gesù, scalpellato al centro di un cerchio. Il trigramma era stato diffuso dallo stesso san Bernardino da Siena, frate dell'ordine dei minori francescani, che nel corso del XV secolo ha scelto come meta delle sue predicazioni anche vari luoghi del territorio della Terra d'Arquata.

### Eventi sismici

#### Terremoto dell'Aquila del 1703
Il paese è stato investito dalle onde sismiche del terremoto dell'Aquila del 1703. Dalla Relazione generale delle rovine de’ 14 gennaio, e 2 febbraro 1073, redatta da Pietro De Carolis, inviato presso la Prefettura di Norcia per la constatazione dei danni, si apprendono i dati delle rovine riportate anche dal borgo pescarese. Nell'informativa del commissario apostolico nella Villa di Pescara d'Arquata, alle dipendenze della giurisdizione umbra, si rilevavano la caduta di 50 case e due vittime: un anziano ed un ragazzo di 12 anni.

#### Terremoto del Centro Italia del 2016 e del 2017
Il centro abitato è stato colpito anche dai terremoti del 2016 e 2017 che ne hanno causato la completa distruzione. L'evento del 24 agosto, di magnitudo elevata, pari al grado 6,0 della scala Richter, ha provocato la quasi completa distruzione delle case e, nella sola frazione, la perdita di 52 vite umane. Nei mesi seguenti, nuove scosse hanno infierito sul paese, ormai evacuato, fino alla più potente scatenatasi il 30 ottobre con una magnitudo di 6,5 che ha raso al suolo i pochi edifici che avevano resistito alla scossa del 24 agosto.
Gli ultimi studi sul territorio hanno stabilito che la frazione non potrà più essere ricostituita dov'era, poiché il suolo che la ospitava non risulta più idoneo alla ricostruzione. Sono ancora in corso indagini geologiche per progettare la realizzazione di un nuovo insediamento urbano.

## Monumenti e luoghi d'interesse

### Architetture religiose

#### Chiesa di Santa Croce
Nel paese restano le tracce della presenza della chiesa parrocchiale dedicata alla Croce, implosa durante la prima scossa del sisma del 24 agosto 2016. Era stata edificata nella zona più alta del borgo dopo il 313 d.C., anno in cui l'imperatore Costantino I aveva concesso la libertà di culto.
Il silenzio delle fonti documentali non consente di individuare la data precisa di fondazione avvenuta ad opera dei Cavalieri di Gerusalemme del Priorato gerosolimitano e rimasta di loro proprietà fino al 1857, anno in cui gli stessi l'hanno ceduta al vescovo della diocesi ascolana con una scrittura firmata a Roma da Alessandro Borgia, Balì di Gran Croce del Sovrano Ordine di Malta, e recepita con la sottoscrizione del vescovo Carlo Belgrado nella città di Ascoli nel corso dello stesso anno.
Nel gennaio 2017, dalle macerie dell'edificio religioso è stato riportato alla luce un archivio appartenuto ai Cavalieri Templari, custodito sotto l'altare maggiore, composto da testi manoscritti, databili tra il 1500 ed il 1800, ed un cabreo del 1750.

##### Architettura
L'edificio consacrato mostrava un'architettura di essenziale semplicità riferibile ai secoli XVII-XVIII. La sua consistenza si componeva della Chiesa della Santa Croce e dell'attiguo Oratorio della Madonna del Soccorso.
La facciata esterna, rifinita ad intonaco, era preceduta da una scala e da un piccolo spazio antistante perimetrato da una balaustra in ferro. Il prospetto era aperto dalla porta d'accesso e da una finestra arcata posta sotto la sommità dello spiovente del tetto. Sulla parete esterna, a destra dell'ingresso, vi erano collocate due lapidi con incisi i nomi dei pescaresi caduti nel primo e nel secondo conflitto mondiale.
Lungo il fianco longitudinale sinistro si elevava la torre campanaria, a base quadrata e cuspidata all'estremità, realizzata in conci irregolari di pietra, che accoglieva due campane ed un orologio.
L'aula liturgica era costituita da un unico ambiente a pianta rettangolare. Addossate alle pareti longitudinali si trovavano colonne, a base quadrata, erette utilizzando conci squadrati di pietra locale lasciati a vista. Nelle porzioni degli intercolumni vi erano 4 altari ed altrettante nicchie che custodivano statue di santi.
A destra a sinistra dell'altare maggiore, nella zona del transetto, rialzato da pochi gradini rispetto al piano di calpestio, vi erano 2 altari lignei di arte popolare. In quello di destra si trovava l'affresco dedicato alla Madonna del Soccorso, eseguito con la tecnica della pittura su intonaco, restaurato prima del sisma e salvato dalla distruzione.

Il tema del dipinto illustra il racconto del miracolo che la Vergine ha benevolmente concesso agli abitanti del paese. La tradizione narra che la Madonna, a seguito delle invocazioni dei pescaresi, abbia fermato il distacco di una frana dalla montagna che sovrasta il borgo, divenuta pericolante e cedevole dopo un periodo di lunghe ed incessanti piogge. La mano di un pittore sconosciuto ha dipinto l'argomento di questo miracolo raffigurando la Madonna del Soccorso con in braccio il Bambino, che giganteggia nella centralità della rappresentazione, mentre accoglie sotto il suo manto aperto sorretto da angeli, gli abitanti del borgo, ritraendo da una parte gli uomini e dall'altra le donne. Verso il 1400 è stato eretto un muro intorno all'affresco ed, in epoca successiva, verso il 1600, è stata costruita una piccola chiesa larga 6 passi e lunga 13, chiamata Oratorio, intitolata alla Madonna del Soccorso.
Nel periodo compreso tra il XVI ed il XVII secolo la chiesa è stata utilizzata anche come cimitero destinando la zona sottostante della pavimentazione alla sepoltura dei cadaveri. Questi erano calati in apposite buche predestinate ad accogliere separatamente: maschi, femmine, bambini e forestieri. Con cadenza quinquennale avveniva il cosiddetto spurgo. Le ossa dei defunti riesumati, chiuse all'interno di sacchi, erano nuovamente inumate nello spazio antistante alla chiesa. Alcune famiglie, invece, godevano il privilegio di essere sepolte nella Chiesa dell'oratorio della Madonna del Soccorso.

#### Inventario della Chiesa di Santa Croce di Pescara dell'anno 1333
Dal testo dell'inventario della Chiesa di Santa Croce di Pescara, redatto nell'anno 1333, conservato presso la Biblioteca apostolica vaticana e riportato dallo storico Castignani nella sua pubblicazione, si legge:
(Castignani, Templari e Ospitalieri nelle Marche (XII-XIV secolo))
Nella descrizione compaiono le assegnazioni custodite ed amministrate dal precettore di allora frate Anastasio. L'elenco indica la presenza di due piccole campane, di un messale ed un breviario antichi ed altri cinque libri antichi, all'epoca non utilizzabili. Inoltre vi è una croce lignea ed un calice in peltro. Segue l'elencazione dettagliata dei molti beni gestiti dal precettore fra i quali: «un mulino, una vigna, una canapina e 26 appezzamenti di terra in cui lavorano 36 vassalli elencati nominativamente con le regalie dovute per Natale e le feste della Madonna.»

#### Inventario della veneranda Chiesa di Santa Croce della Sagra Religione Gerosolimitana di Pescara. 1790
È possibile aggiungere ulteriori informazioni e riferimenti, legati alla storia di questa chiesa, dalla lettura dell'Inventario conservato presso l'Archivio diocesano di Ascoli Piceno, tra le carte della busta n. 3 della Congregazione N. 4 di Arquata del Tronto, redatto nel sul finire del XVIII secolo.
Dal documento si apprendono la consistenza, l'enumerazione e la descrizione di tutti i beni esistenti, sia mobili e sia immobili, delle suppellettili, delle ragioni e delle dazioni, del contenuto dei libri delle entrate e delle uscite e di qualunque altra spettanza riferibile ed ascrivibile al tempo della scrittura, quando la chiesa parrocchiale di Santa Croce, della Villa di Pescara, apparteneva alla Sagra Religione di Malta. L'esposizione si apre con la dicitura: «Nel nome di Dio Amen» e la data del 19 febbraio 1790.
Il compilatore dell'atto è il parroco Niccola Amadio che, «per ordine di Monsignre Illustrissimo e Reverendissimo Pietro Paolo Leonardi Vescovo, e Principe d'Ascoli», redige la lunga lista descrittiva.
Il presbitero dichiara che la chiesa appartiene alla «Sacra Religione di Malta» ed è ubicata presso la contrada vicino al Ponte. L'intera consistenza della proprietà si compone dell'edificio consacrato ed una sagrestia, confinanti con l'altra chiesa della Madonna del Soccorso, porzioni di suolo pubblico ed una casa privata dei Rendina.
Secondo quanto si legge, all'interno dell'aula liturgica vi erano 5 cappelle con relativi altari, rispettivamente dedicati a Maria Santissima Immacolata, al Santissimo Crocifisso, a sant'Antonio di Padova, a sant'Antonio Abate e l'altare maggiore intitolato a Santa Croce.
Di seguito, sono annoverati tra le proprietà mobili alcuni quadri, di diverse grandezze, che ritraggono rispettivamente: la Madonna del Rosario, san Vincenzo Ferreri, sant'Emidio e ancora uno con san Giovanni Battista vicino al fonte battesimale. Nell'elenco compaiono menzionati anche una lampada argentata le riproduzioni delle Stazioni della Via Crucis che recano cornici dorate. Inoltre vi sono confessionali, di legno d'albuccio e di castagno, e 2 campane: 1 grande ed 1 piccola. Nella sagrestia si trovano conservati una pianeta ed alcune tonache di stoffa di vari colori.
Il resoconto delle spese e delle entrate è contabilizzato in scudi. Nell'elenco delle voci sono annoverati i proventi di reddito acquisiti per la celebrazione di messe e per le donazioni ricevute, da cui sono sottratte le spese per il mantenimento, l'ordinaria amministrazione della chiesa e la copertura di alcune necessità del parroco. Tra le uscite sono elencate le somme destinate all'acquisto dell'olio, del sapone per lavare camici e tovaglie, per il pagamento di un cuoco, per le funi delle campane, per l'incenso, per la cera bianca e per l'olio della lampada del Sacramento e dell'altra della Madonna del Soccorso.
Il presbitero conclude l'Inventario sottoscrivendo ed assicurando personalmente la veridicità del contenuto con la dicitura: «Niccola Amadio, Paroco affermo quanto si contiene nel presente Inventario».

#### Croce astile del XIII secolo
All'interno della chiesa, in una buca ricavata nella zona destra della parete di fondo, contenuta e protetta in una teca lignea con vetro, era esposta la croce astile appartenente al corredo sacro della parrocchia.
Il manufatto che risulta indenne dopo la violenza dei sismi, è considerato tra le croci metalliche giunte ai nostri giorni nel miglior stato di conservazione della regione Marche.
La croce è stata catalogata nell'anno 1963 come un'opera umbro-sabina realizzata nel XIII secolo. La letteratura più recente la classifica, con maggior precisione, come un oggetto d'arte sacra proveniente dalla scuola di oreficeria abruzzese di Sulmona, realizzato nella seconda metà del XIII secolo. Simili ed appartenenti alla stessa produzione vi sono anche le croci astili di Abetito e di Castro, del XV secolo, custodite presso il museo diocesano di Ascoli Piceno. L'oggetto liturgico è caratterizzato da connotati di «estrema arcaicità» e si mostra privo di elementi che ne impreziosiscano la composizione. La croce è costituita da un'armatura di legno rivestita da una sottile lamina di rame dorato, lavorata con la tecnica dello stampo e misura 47 × 38 cm sviluppando un modestissimo spessore.
Utilizzata durante le processioni fissata ad una lunga asta di circa due metri, era portata dal crucifero che precedeva il sacerdote ed apriva il corteo religioso che attraversava le vie del paese.
La struttura di questa croce si eleva dal montante che oltrepassa di poco la traversa. La decorazione presenta al centro l'immagine della figura del Cristo crocifisso riconducibile ai canoni dell'iconografia bizantina, quindi un Christus triumphans, ritratto in piedi e con gli occhi aperti, che trionfa sulla morte. La composizione centrale è leggermente sollevata dallo sbalzo della croce, su cui è inchiodato Gesù, decorata con trame romboidali riproposte anche in quella di Fagnano o dell'altra conservata presso la pinacoteca civica ascolana.
Le quattro estremità dei suoi bracci sono trilobate ed accolgono i simboli dei dolenti: la Madonna, a sinistra, e san Giovanni apostolo ed evangelista, a destra, che reca in mano una palma. Alla sommità vi è un angelo con le ali aperte e alla base del montante la raffigurazione del monte Calvario con al centro il teschio di Adamo. In questa rappresentazione si ritrova il riferimento al racconto riportato anche nella Legenda Aurea secondo cui nel luogo dove fu piantata la croce di Cristo fu sepolto Adamo che con la sua morte si riscattò dal peccato originale.
Il verso della croce è decorato dalla presenza di Cristo benedicente, seduto su un semplice trono contornato da un tetramorfo dei quattro evangelisti: in alto l'aquila di san Giovanni, a destra il leone di San Marco, in basso l'angelo di san Matteo e a sinistra il bue di san Luca. È stata esposta in occasione della Mostra dell'oreficeria sacra ascolana dell'anno 1963 ed alla Galleria degli Uffizi per l'esposizione Facciamo presto! Marche 2016 – 2017: tesori salvati, tesori da salvare, allestita nell'ambito delle iniziative del post sisma, che ha presentato una selezione di oggetti d'arte provenienti dalle zone colpite dal terremoto del 2016.

#### Edicola votiva
Poco oltre l'abitato del paese, lungo il percorso ottocentesco della Salaria, l'attuale SP129, in direzione Arquata, all'altezza di una curva che precede la chiesetta di Santa Lucia ed il bivio per la frazione di Vezzano, vi era un'edicola votiva dedicata alla Madonna. Probabilmente edificata su un sito più antico, già dal 1867 si trovava sulla sommità di una modesta altura a strapiombo sul fiume Tronto. Dall'iscrizione, datata 1932, posta nella parete interna, si apprendeva che era stata restaurata nell'anno 1925 da un abitante del paese di nome Antonio Pala. Il piccolo manufatto in muratura è irrimediabilmente crollato durante gli eventi sismici avvenuti tra il 2016 ed 2017. La sua struttura architettonica, contraddistinta da semplici linee e con coronamento a spiovente, si componeva di due colonne a sezione quadrata che sorreggevano un arco in laterizi. Al suo interno, in una nicchia protetta da una grata, vi era custodito il quadro che ritraeva l'immagine della Madonna col Bambino, trafugato prima del terremoto. Nelle 5 righe dell'iscrizione che correva nella facciata interna si leggeva:
ANNO X

IN SOSTITUZIONE DELL'EDICOLA

FONDATA NEL 1867 E RESTAURATA

NEL 1925 DA ANTONIO PALA»

### Architetture civili

#### Mulino ad acqua
Nel paese è stato attivo un mulino ad acqua costruito in via Vecchio Mulino, all'interno di un edificio con caratteristiche architettoniche industriali ottocentesche, elevato da maestranze locali nella seconda metà del XIX secolo. L'impianto di macinazione è stato convertito a elettrico nel 1939, trasformato in seguito in pastificio ed è rimasto funzionante fino ai primissimi anni della seconda metà del XX secolo. Intorno al 1970, il fabbricato ha cambiato la sua destinazione d'uso ed è stato trasformato in una dimora privata.

#### Fornace
In località La Roscia, lungo la riva destra del corso del fiume Tronto, si trovano i resti di un'antica fornace dedicata alla cottura di mattoni rossi ed elencata tra i beni culturali della regione Marche.

#### Camposanto in località Cimetta di Vento
Negli anni compresi tra il 1853 ed il 1854 nella zona del paese si verificò il diffondersi di un'epidemia. L'elevato numero dei cadaveri impose la necessità di trovare un posto lontano dal centro abitato per le sepolture che fino ad allora avvenivano all'interno della chiesa. Questo luogo fu individuato nella località Cimetta di Vento, piccolo poggio che si trova poco fuori dal borgo, dove nell'anno 1889 fu costruito il cimitero ancora oggi esistente.

### Architetture militari
Nel paese vi era 1 delle torri di avvistamento della Rocca di Arquata.

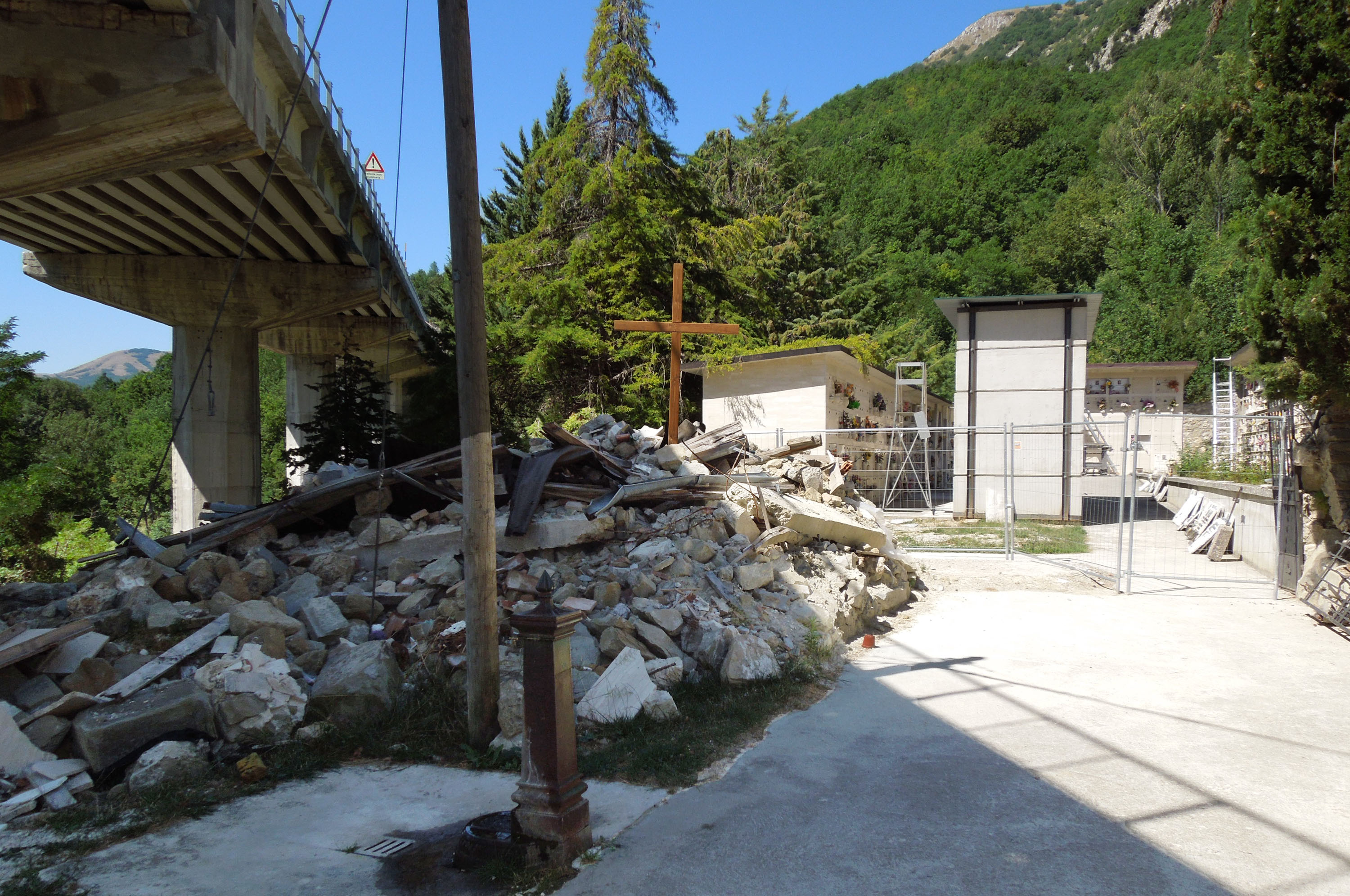
Camposanto del paese. Le macerie, sulla sinistra dell'immagine, appartengono alla cappellina cimiteriale implosa a causa del sisma.
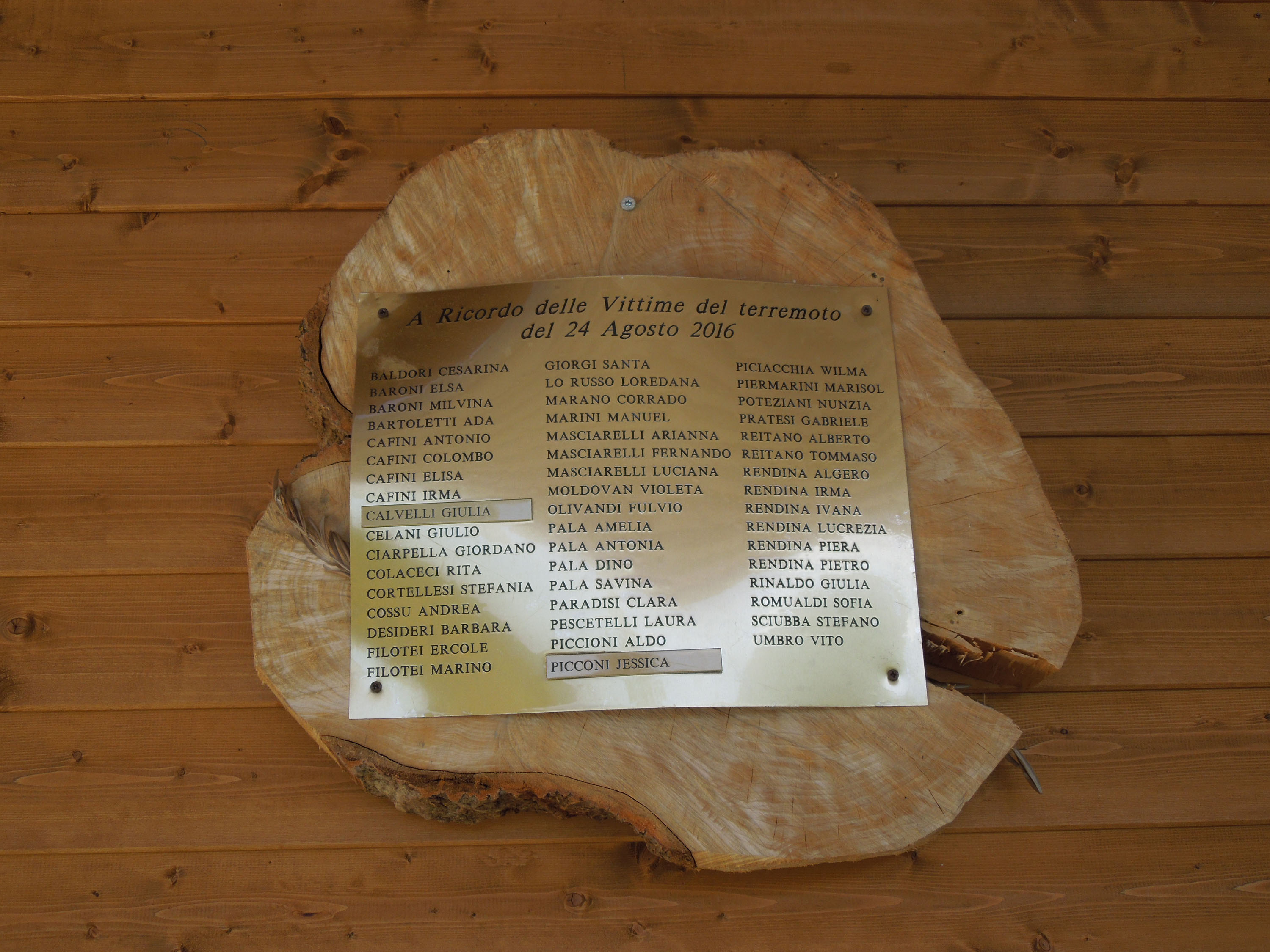
Targa che ricorda le vittime del terremoto del 24 agosto 2016.
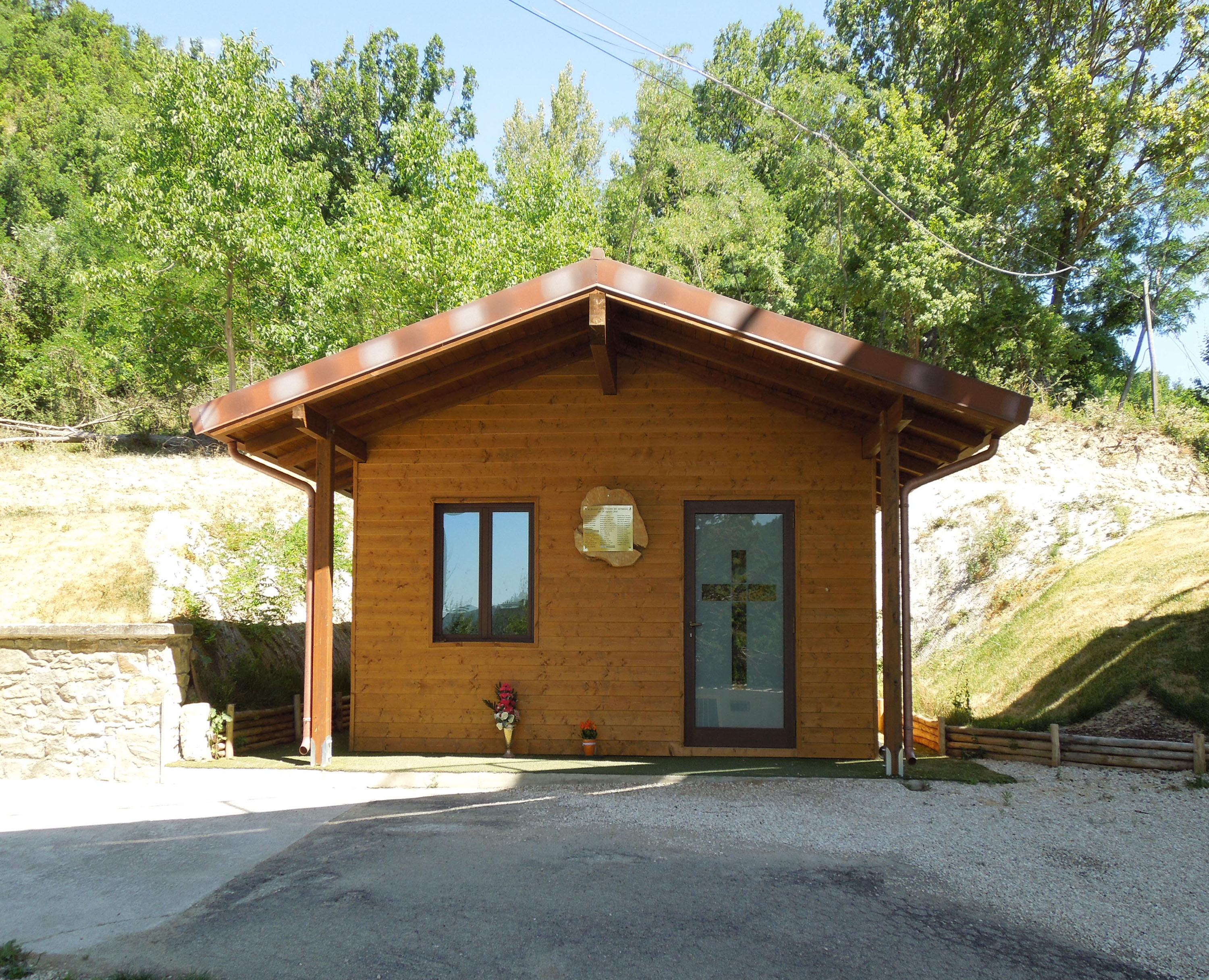
Nuova Cappellina del camposanto. L'erezione di questa piccola chiesa è stata la prima opera posta in essere dopo il sisma.
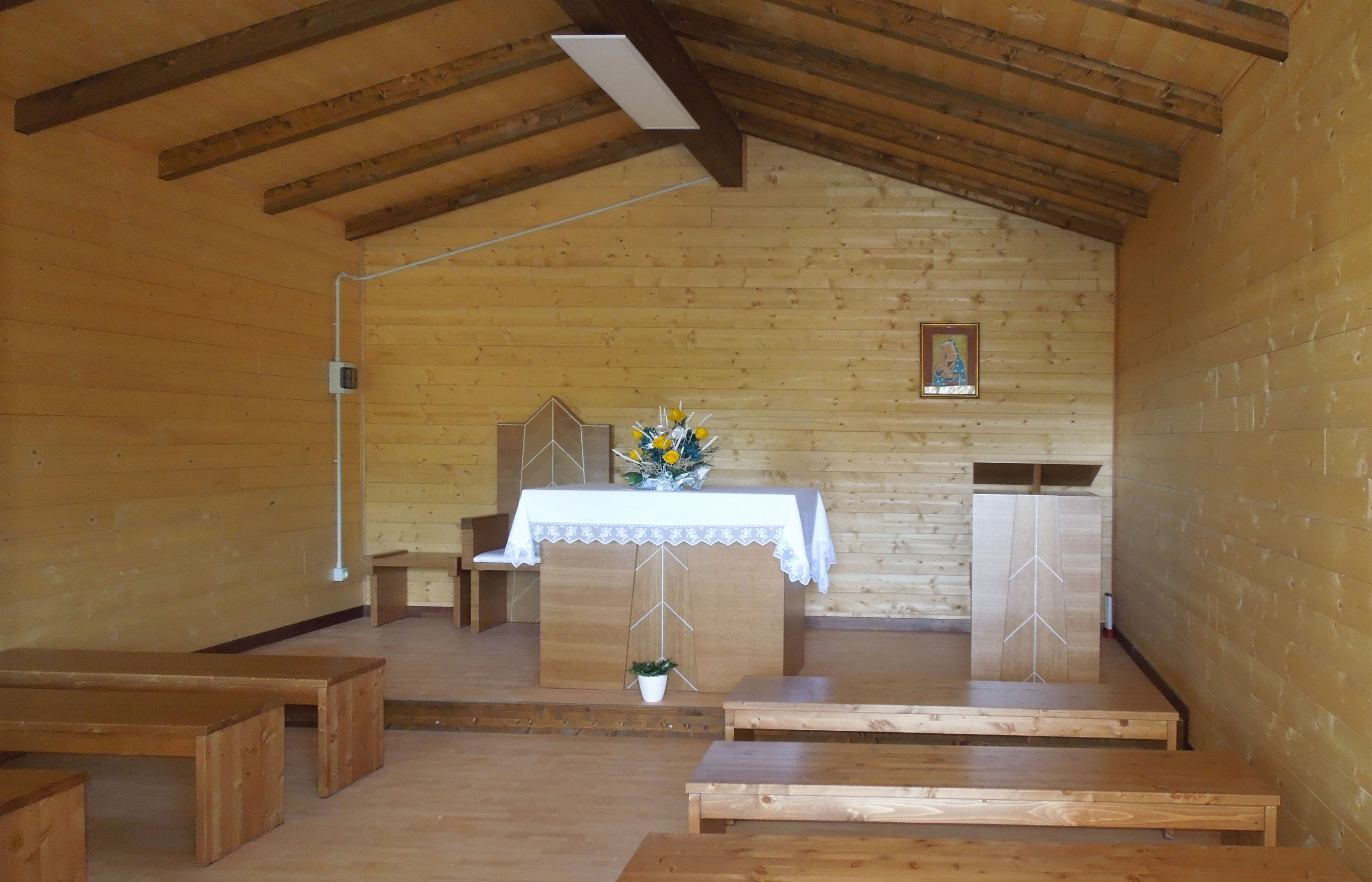
Interno dell'aula liturgica.

## Infrastrutture e trasporti

### Strade
Il centro urbano è attraversato dalla SP129 che lo collega alle frazioni di Tufo, Capodacqua e Forca Canapine, oltre che con il paese di Vezzano ed al capoluogo.
Il paese è visibile dalla Strada statale 4, che in prossimità di Pescara risulta una strada ad una sola carreggiata per la presenza di protezioni di contenimento della frana che scende dal fianco dell'altura, ma in buona parte a scorrimento veloce (con diversi tratti ancora da ammodernare).
La sede viaria della SS4 fiancheggia e raggiunge il villaggio SAE di Pescara del Tronto, allestito dopo gli eventi sismici, e si dirige da un lato verso Amatrice, Rieti e Roma, dall'altro ad Ascoli Piceno e al mare Adriatico. Dalla Salaria, provenendo da Ascoli, dopo aver superato il paese di Trisungo è possibile imboccare la strada statale 685 delle Tre Valli Umbre, che la collega a Norcia e Spoleto.

### Ferrovie
Pescara del Tronto non è servita da alcuna linea ferroviaria. Il paese avrebbe dovuto essere collegato dalla Ferrovia Salaria (Roma-Rieti-Ascoli Piceno-San Benedetto del Tronto), che fu più volte progettata ma mai realizzata.